# محافظه النعیریه
محافظه النعیریه (به عربی: محافظة النعيرية) یک منطقهٔ مسکونی در عربستان سعودی است که در استان شرقی (عربستان سعودی) واقع شده‌است.